# Xenomorph (Band)
Xenomorph war eine niederländische Death-Metal-Band aus Leiden, die 1994 gegründet wurde und sich ca. 2005 auflöste.

## Geschichte
Die Band wurde im Jahr 1994 von dem Gitarristen Coert „Crutch“ Zwart, dem Bassisten Dennis Van Driel und dem Schlagzeuger Ciro Palma gegründet. Im selben sowie im folgenden Jahr erschienen mit Carnificated Dreams und Passion Dance die ersten beiden Demos. Durch Tape-Trading erhöhte die Gruppe ihre Bekanntheit. 1995 wurde Remo Kreft als zweiter Gitarrist in die Band aufgenommen. Die Demos erschienen 1996 als die auf 1.000 Stück begrenzte Kompilation Acardiacus bei Teutonic Existence Records. Danach wurde es still um die Band, woraufhin sich die Besetzung stark veränderte. So wurde die Rhythmusabteilung ausgetauscht und als Sänger kam Peter „De Tombe“ „P-ter S“ Spies hinzu. Den Bass übernahm nun Jasper „JRA“ Aptroot, während Marc „Bomber“ Verhaar das Schlagzeug spielte. 1998 erschien mit Promo 98 das nächste Demo. Daraufhin wurde ein Plattenvertrag bei System Shock Records unterzeichnet, worüber im April 2001 das Debütalbum Baneful Stealth Desire veröffentlicht wurde. Es folgten Auftritte bei verschiedenen europäischen Festivals. Zudem wurde 2002 eine Europatournee mit Master, Krabathor und Trauma abgehalten. 2003 verließ Zwart die Besetzung, woraufhin Vincent Scheerman als Ersatz hinzukam. Die Gruppe plante danach die Veröffentlichung des nächsten Albums für Anfang 2004. Es erschien jedoch erst 2005 unter dem Namen Necrophilia mon amour bei Under Her Black Wings Records. Danach kam es zur Auflösung der Band.

## Stil
Baneful Stealth Desire wurde vom Rock Hard dem Death- und Black-Metal zugeordnet, wobei auch Thrash-Metal-typische Riffs verwendet würden. Der Gesang sei tief und würde an den von Chuck Schuldiner und Abbath erinnern. Die Anleihen aus dem Gothic Metal, die sich etwa im Gesang Carmen van der Ploegs im Lied Once Upon Armageddon äußern würde, wurden als deplatziert empfunden. Positiver aufgenommen wurden die dezent verwendeten Keyboard-Klänge. David von Metal.de schrieb über Necrophilia mon amour, dass hierauf „knüppeliger Death Metal mit viel Old-School-Feeling“ zu hören ist. Die Geschwindigkeit der Songs sei meist sehr hoch, wobei das Schlagzeug etwas hinterher hänge. Die Riffs würden an die von Immortal erinnern. Meist mangele es jedoch an abwechslungsreichem, eigenständigem Songwriting. Beim Hören der Songs habe er sich des Öfteren an The Amenta und gelegentlich an Therion und Amon Amarth erinnert gefühlt. Der Gesang bestehe aus tiefen unverständlichen Growls, behandele jedoch „satanische Themen und dunkle Untergangszenarien“. Insgesamt handele sich bei dem Album nur um durchschnittlichen Death Metal. Ähnlich sah es Thomas Schönbeck von bloodchamber.de, der das Album als klassischen durchschnittlichen Death Metal bezeichnete. Die Musik erinnere gelegentlich an Immortal, wirke auf Dauer jedoch zu eindimensional.

## Diskografie
- 1994: Carnificated Dreams (Demo, Eigenveröffentlichung)
- 1995: Passion Dance (Demo, Eigenveröffentlichung)
- 1996: Acardiacus (Kompilation, Teutonic Existence Records)
- 1998: Promo 98 (Demo, Eigenveröffentlichung)
- 2001: Baneful Stealth Desire (Album, System Shock Records)
- 2005: Necrophilia mon amour (Album, Under Her Black Wings Records)